# Tapirus bairdii
A anta-de-baird (nome cientifico: Tapirus bairdii) também chamada de Anta centro americana ou Tapir-centro-americano é um mamífero Perissodáctilo da família Tapiridae e do gênero Tapirus, que ocorre na América central, extremo norte da Colômbia e parte do Equador na América do sul. Vive principalmente em áreas próximas a cursos d' água e em florestas, sendo um animal extremamente associado a presença de água, na qual pode repousar durante horas, principalmente nas partes mais quentes do dia.
É o maior e mais pesado mamífero terrestre existente nas Américas centra e do sul, tendo até 400 kg de peso 2,50 m de comprimento total e 1,20 m de altura no ombro, o que a torna também a maior das quatro espécies existentes de antas no continente Americano. Assim como todos os Tapirídeos, apresenta uma longa e flexível probóscide, que é usada principalmente para coletar alimento.

## Nomenclatura e etimologia
Entre os povos ameríndios, recebe nomes diferentes: tzemen no México, cash-i-tzimin ("cavalo da selva") entre os maias, niguanchan ("animal grande"). Ele é moli na linguagem coloquial dos cunas do Panamá, oloalikinyalilele, oloswikinyaliler ou oloalikinyappi em sua linguagem pública e ekwirmakka ou ekwilamakkatola em sua linguagem espiritual. Ocorre do sudeste do México até o noroeste da Colômbia, e originalmente, também no oeste do Equador, até o sul do Golfo de Guayaquil.

## Descrição

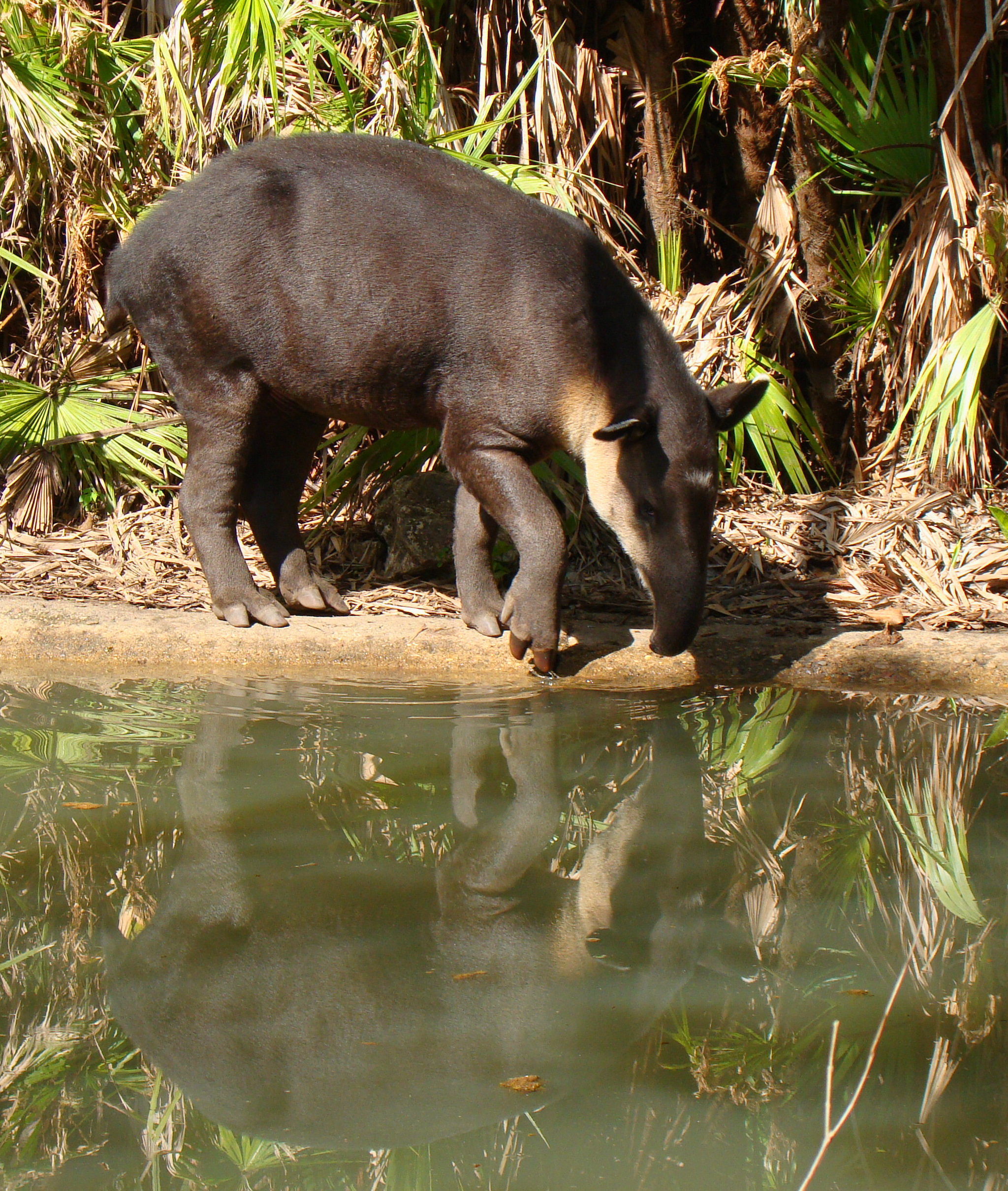
um individuo no zoológico de Belize

A anta-de-baird possui uma distinta marcação de cor creme no rosto e garganta e um ponto escuro em cada bochecha, atrás e abaixo do olho. A cor da pelagem varia de castanho escuro a castanho acinzentado. Esta anta é a maior das quatros espécies existentes no continente Americano e o maior mamífero terrestre nativo das Américas central e do sul. As antas de Baird tem em média 2 m de comprimento, mas podem variar entre 1,8 e 2,5 m, sem contar com a cauda que é relativamente curta e possui de 5 a 13 cm, com cerca de 73 a 120 cm de altura no ombro. A massa corporal dos adultos pode variar de 150 a 400 kg. Como outras espécies de anta, esta possui uma longa e flexível probóscide.

## Ciclo de vida
O período de gestação dura aproximadamente cerca de 400 dias, após o qual nasce um único filhote, casos de gêmeos são extremamente raros. Os bebês, como em todas as outras espécies de antas nascem manchados e com listras brancas, que funcionam como uma espécie de camuflagem e que lhes proporcionam uma proteção contra os raios solares. Essa pelagem geralmente desaparece a medida que o filhote vai crescendo.
Na primeira semana de vida, os filhotes ficam escondidos em locais isolados e de difícil acesso, enquanto suas mães saem para forragear e retornam periodicamente para cuidar de suas crias, mais tarde quando os filhotes ficam mais velhos eles já são capazes de acompanhar a mãe em seus deslocamentos. Com três semanas de idade, os filhotes já são capazes de nadar, e o desmame ocorre quando eles completam um ano, a maturidade sexual geralmente é atingida  seis ou doze meses depois. As antas de Baird podem viver por mais de 30 anos.

## Comportamento
A anta-de-baird é ativa a qualquer hora do dia, mas é principalmente noturna. Ela geralmente forrageia atrás de frutas caídas e folhas, usando trilhas antigas ao invés de fazer novas por entre a mata densa da floresta. A Anta é um animal muito associado a água e gosta muito de nadar, geralmente fica perto de rios e lagos onde pode se refrescar durante os períodos mais quentes do dia, os indivíduos podem permanecer na água por horas, somente com suas cabeças acima da superfície
Geralmente leva uma vida solitária, embora os grupos de alimentação são sejam incomuns e os indivíduos, especialmente os de diferente idades (jovens com suas mães, juvenis com adultos) são frequentemente observados juntos. Os animais se comunicam uns com os outros através de assobios agudos e gritos.
Adultos podem ser potencialmente perigosos para os seres humanos e não devem ser surpreendidos se forem vistos na natureza. Durante um ataque, o animal geralmente persegue um humano por pouco tempo, mas já foram registrados ataques no qual a anta derruba a pessoa e esmaga ela com as patas.

## Conservação e ameaças
De acordo com União Internacional Para a Conservação da Natureza, a anta-de-baird é classificada com Em perigo, sendo que em 1966, era oficialmente classificada com Vulnerável. Existem dois principais fatores que contribuem para o declínio da espécie; A caça furtiva e a perda de habitat. Embora em muitas áreas o animal só é caçado por poucas pessoas, qualquer perda de vidas é um golpe sério para a população de antas, especialmente por que suas taxas reprodutivas são lentas.

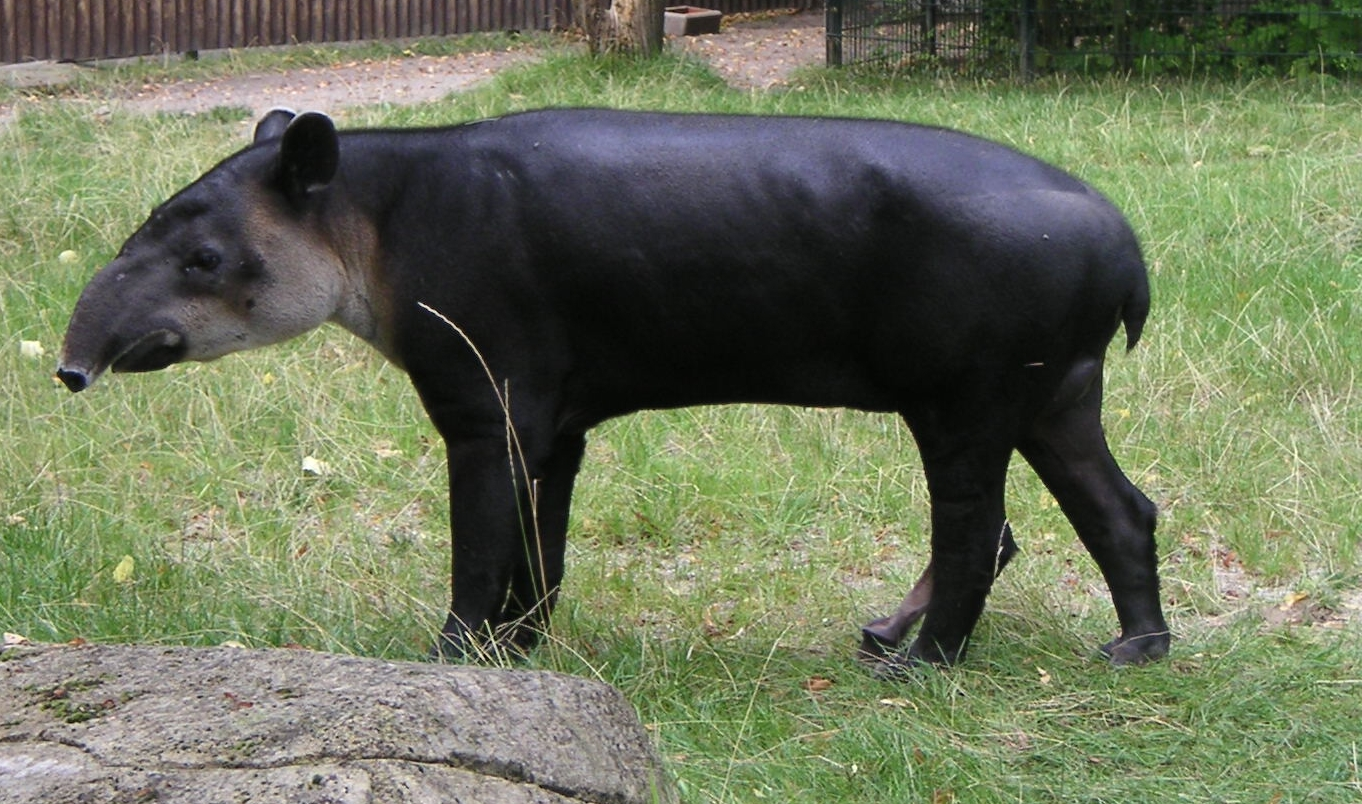
exemplar em cativeiro

No México, Belize, Guatemala, Costa Rica e Panamá a caça das antas de baird é proibida, mais as leis que as protegem são muitas vezes mal aplicadas. Além disso, as restrições contra a caça não abordam o problema do desmatamento. Portanto muitos conservacionistas se concentram na educação ambiental e na silvicultura sustentável para tentar salvar a anta e outras espécies de animais em extinção. Os ataques a seres humanos são raros, e em muitas vezes são em defesa própria. Em 2006, Carlos Emanuel Rodriguez Echadi, ex ministro costarriquenho do meio ambiente e energia, foi atacado e ferido por uma anta depois de cruzar o seu caminho.
A anta-de-baird, sendo um grande mamífero, tem poucos predadores naturais. Apenas os grandes crocodilianos americanos e grandes felinos como as onças pintadas são capazes de dominar uma anta adulta, embora mesmo nesses casos, os resultados sejam imprevisíveis e, muitas vezes, a favor da anta (como é evidente em varias antas documentadas no Parque Nacional Corcovado que possuem múltiplas marcas de garras em suas peles).